# Crown Castle

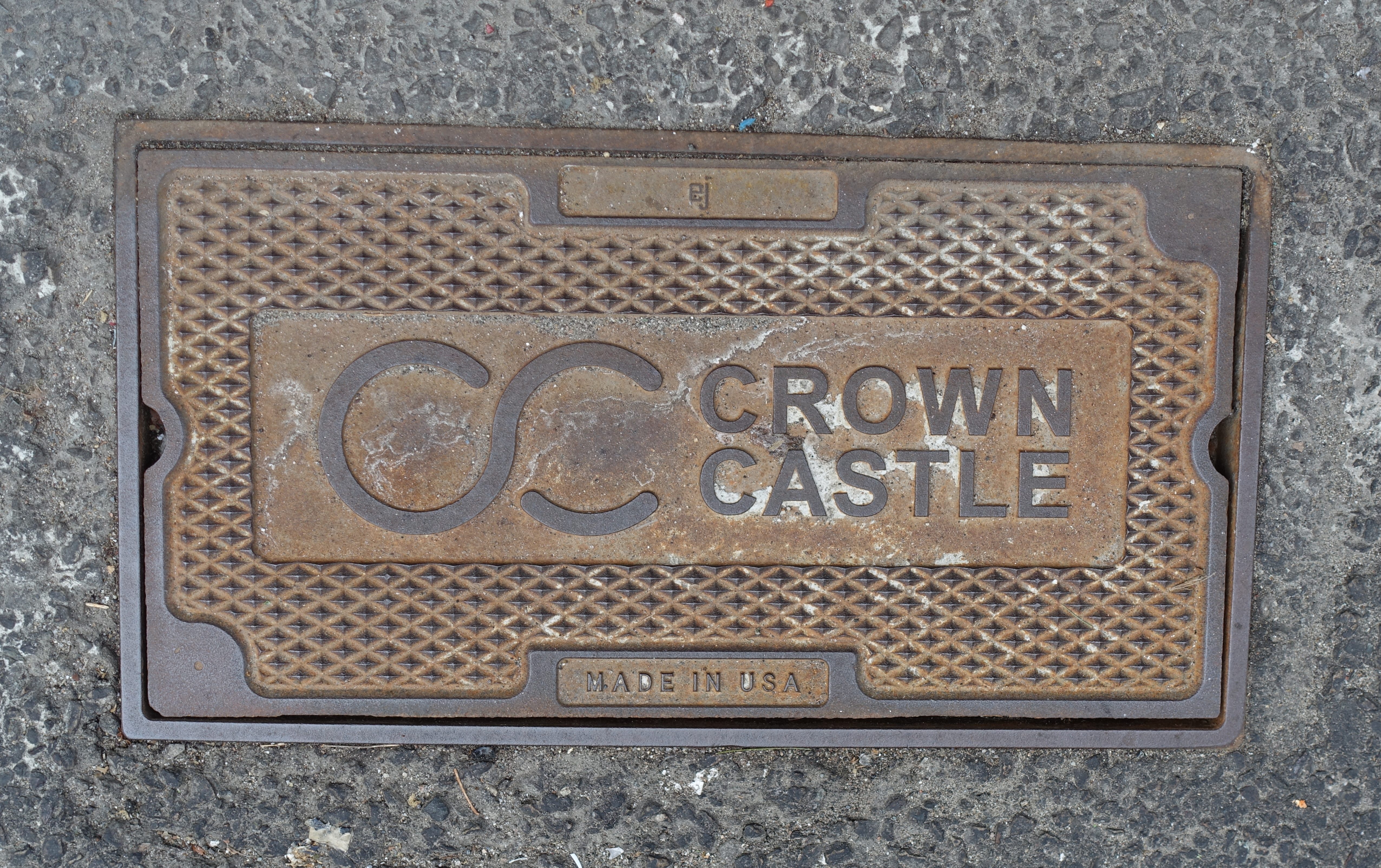
Schachtdeckel für einen Glasfaserkanal des Unternehmens

Crown Castle ist ein US-amerikanischer Betreiber von Telekommunikationsnetzen mit Sitz in Houston. Das Unternehmen betreibt gemäß eigenen Angaben über 40.000 Sendemasten und 70.000 Small Cells für die Drahtlos-Kommunikation sowie ein Glasfaserkabelnetz mit einer Länge von über 75.000 Meilen (~121.000 km) in den Vereinigten Staaten. Die Anlagen werden direkt an Anbieter von Telekommunikationsdienstleistungen verleast. Zu den größten Kunden von Crown Castle zählen T-Mobile US (Anteil an den gesamten Leasingeinnahmen: 34 %), AT&T (21 %) und Verizon (18 %).
Crown Castle wurde 1994 in Houston gegründet und besaß zu diesem Zeitpunkt 133 Mobilfunkmasten. Bis 1998 wurde diese Zahl auf 1400 ausgeweitet. Das Unternehmen ging im selben Jahr an die Börse und die Aktien der Gesellschaft wurden an der NASDAQ gelistet. Im Jahr 2001 wurde die Notierung von der NASDAQ an die NYSE verlegt. In den Folgejahren wuchs das Unternehmen insbesondere durch die Übernahme von Wettbewerbern und nahm hierdurch mehrere tausend Sendemasten und Small Cells und ebenso mehrere tausend Kilometer Glasfaserleitungen in sein verwaltetes Infrastrukturportfolio auf. Seit 2014 ist die Gesellschaft als ein REIT strukturiert.